# Karl Hofmann (Maler)

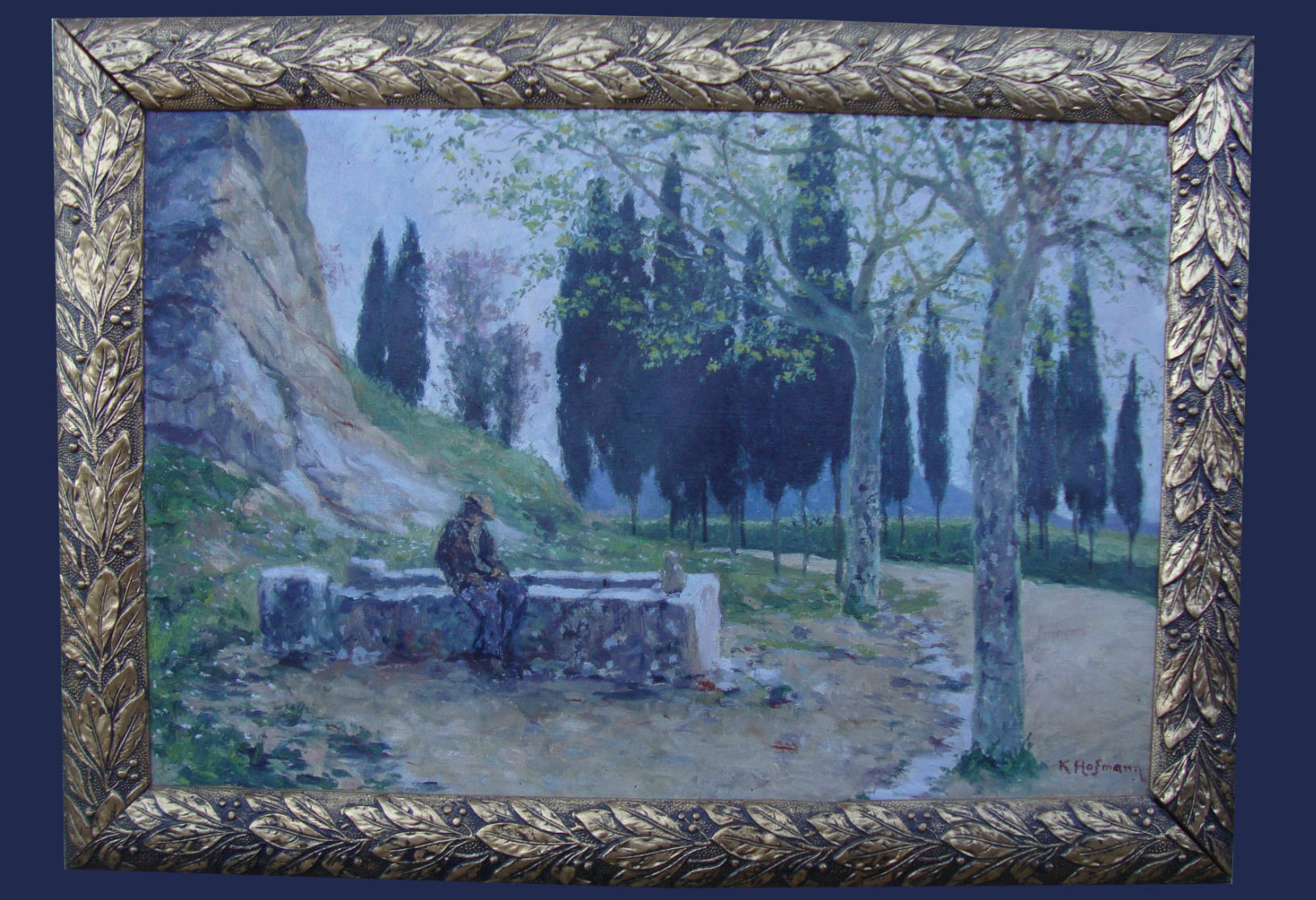
Karl Hofmann, norditalienische Landschaft

Karl Hofmann (* 10. September 1852 in Lienz; † 25. April 1926 in Innsbruck) war ein österreichischer Maler. Er war ein Vertreter des „Österreichischen Stimmungsimpressionismus“ (manchmal auch „Stimmungsrealismus“ genannt).

## Leben
Hofmann entstammte einer alten Lienzer Familie. Er studierte in Innsbruck und Wien, wo er längere Zeit Gymnasialprofessor war.
Karl Hofmann gehörte zum Umkreis der österreichischen Künstler Emil Jakob Schindler, Tina Blau, Alfred Zoff. Er malte vorwiegend südliche Landschaften, Meeresstücke, Küstenlandschaften, aber auch Motive seiner Tiroler Heimat. Stillleben finden sich nur selten, Porträts überhaupt keine in seinem bis heute bekannten Œuvre.
Der von ihm geplante und erbaute „Sonnenhof“ hoch über dem Lienzer Talboden ist einer der wenigen reinen Jugendstilbauten im ganzen Bezirk und ist überwiegend im Originalzustand erhalten.
Bilder des Malers befinden sich im Museum der Stadt Lienz auf Schloss Bruck und im Privatbesitz.